# Girl’s Day
Girl’s Day (кор. 걸스데이) – южнокорейская гёрл-группа, сформированная в 2010 году компанией Dream Tea Entertainment. Группа состоит из четырёх участниц: Соджин, Юры, Мины и Хери.
После ухода указанных участников квартет стал одной из самых популярных и коммерчески успешных групп своей эпохи. В порядке выпуска самые популярные хиты группы, каждый из которых разошёлся тиражом более миллиона цифровых копий.
За свою карьеру Girl's Day поддержали более 20 брендов, в том числе LG Electronics, Ezaki Glico's Pocky, Lotte World, Nexon и Bullsone. Girl's Day занял 13-е место в Korea Power Celebrity в 2015 году, списке самых влиятельных знаменитостей Кореи. В 2016 году группа заняла 26-е место, в то время как участница Хери занял 3-е место.
В 2019 году четверо участниц решили не продлевать свои контракты с Dream T Entertainment, но заявили, что они не распадались. Их последним релизом был мини-альбом Everyday #5 в 2017 году.

## Карьера

### 2010−11: Дебют, изменения в составе иEveryday

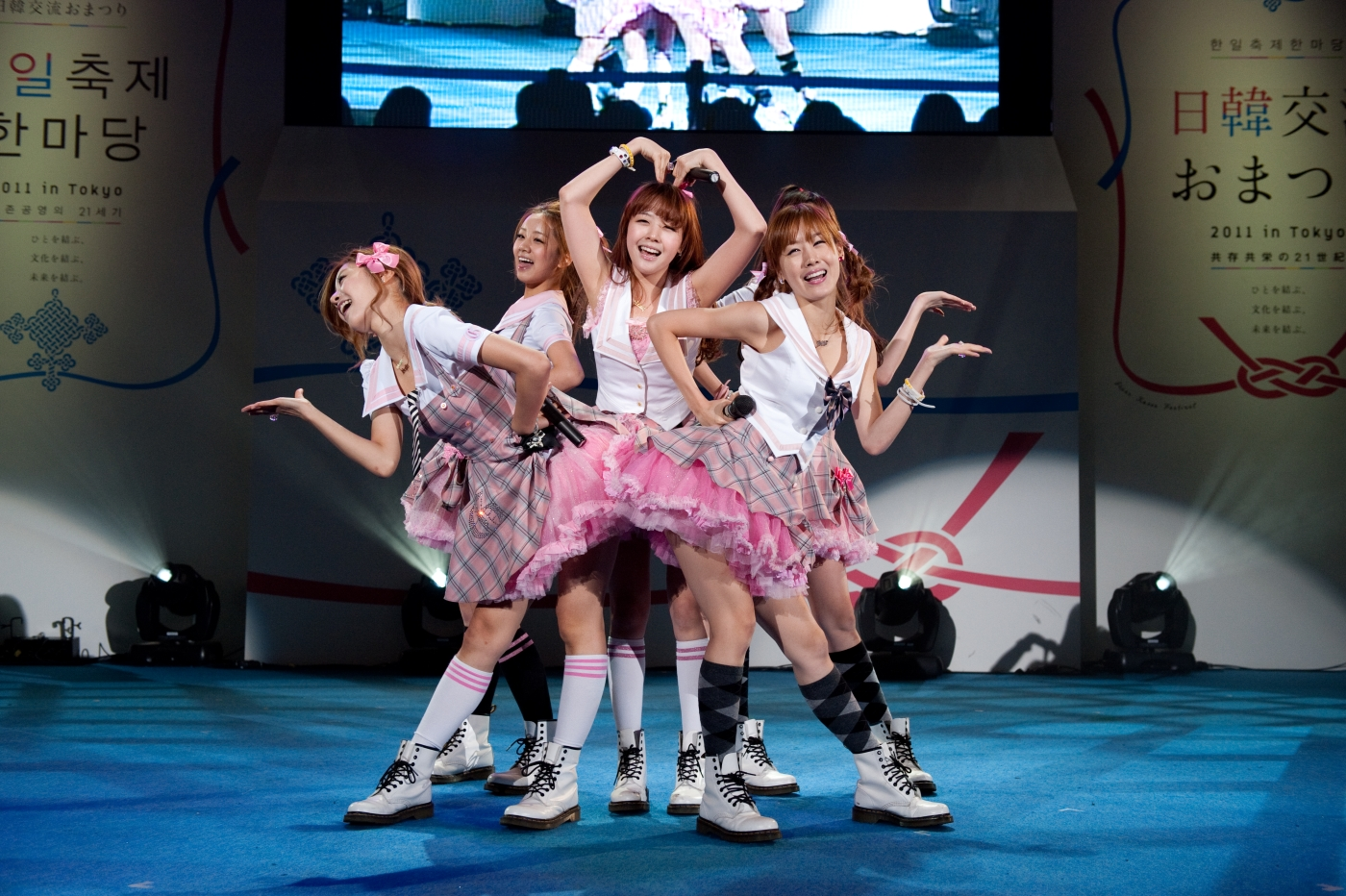
Girl’s Day на фестивале в Токио, октябрь 2011 года

Дебют Girl’s Day состоялся 7 июля 2010 года в составе пяти участниц (Чжихэ, Чжисан, ЧжиИн, Соджин и Мины) с синглом «Tilt My Head (갸우뚱)». Дебютный мини-альбом Girl's Day Party #1 был выпущен два дня спустя. Группа проводила промоушен с би-сайд синглом «How About Me (나어때)», видеоклип на который был выпущен 21 июля. Через два месяца после дебюта Чжисан и ЧжиИн покинули коллектив по личным интересам. Юра и Хери были добавлены для замены. 29 октября был выпущен новый цифровой альбом Girl's Day Party #2 с обновлённым составом. Песня «Nothing Lasts Forever (잘해줘봐야)» была использована в качестве главного сингла.
В марте 2011 года Girl’s Day вернулись с ещё одним цифровым альбомом Girl's Day Party #3 и синглом «Twinkle Twinkle (반짝반짝)». 7 мая они провели свой первый заграничный концерт в Тайване. Он был организован Организацией Туризма Кореи (Korea Tourism Organization), и там также выступали U-KISS и Super Junior-M. В июле был выпущен второй мини-альбом Everyday, а в качестве промо использовали сингл «Hug Me Once (한번만 안아줘)». Girls' Day Party #4 был выпущен в сентябре, и главным синглом стала песня «Don't Flirt (너, 한눈 팔지마!)».

### 2012−13:Everyday 2,Expectationи рост популярности

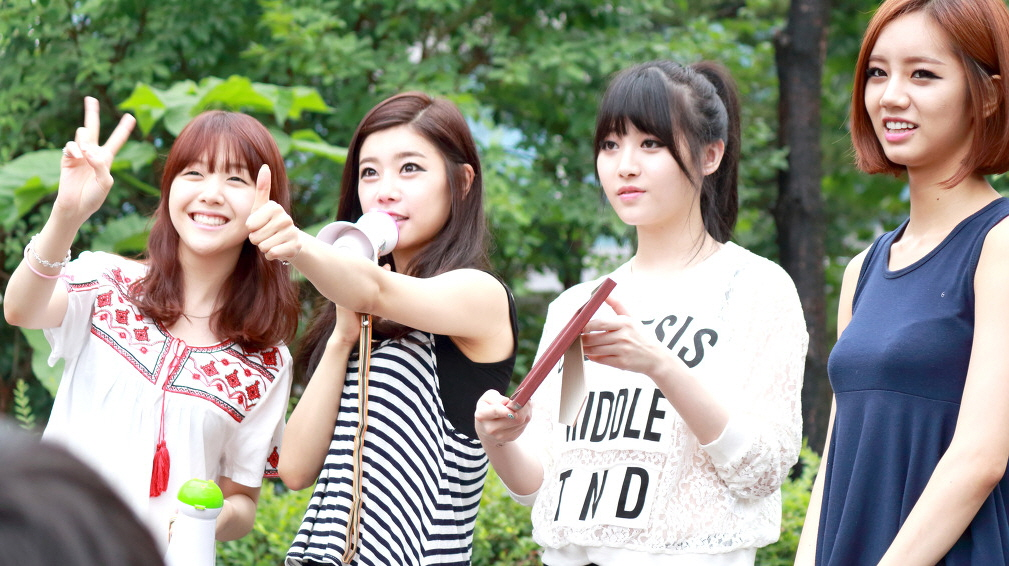
Girl’s Day на фанмитинге, июль 2013 года

Третий мини-альбом Everyday 2 был выпущен 17 апреля 2012 года. Песню «Telepathy» написала и спродюсировала Соджин; главным синглом стала «Oh! My God». 17 октября стало известно, что Чжихэ покинула группу по личным причинам. Последующий камбэк коллектива в качестве квартета состоялся с Girl's Day Party #5.
В феврале 2013 года был выпущен сингл «White Day» с их первого полноформатного альбома Expectation, выход которого состоялся 14 марта. Главный сингл «Expectation (기대해)» имел успех и выиграл номинацию «Долгоиграющая песня года» на третьей церемонии Gaon Chart K-Pop Awards. Это ознаменовало начало роста популярности группы. Они также занимались промоушеном трека «Female President (여자대통령)», который позже вошёл в список «20 лучших к-поп песен 2013 года» по версии американского издания Billboard. Позже состоялся релиз  Girl's Day Party #6. Также была выпущена песня «Let’s Go (렛츠 고)», написанная и спродюсированная Соджин.

### 2014−16:I Miss You, второй альбом и японский дебют

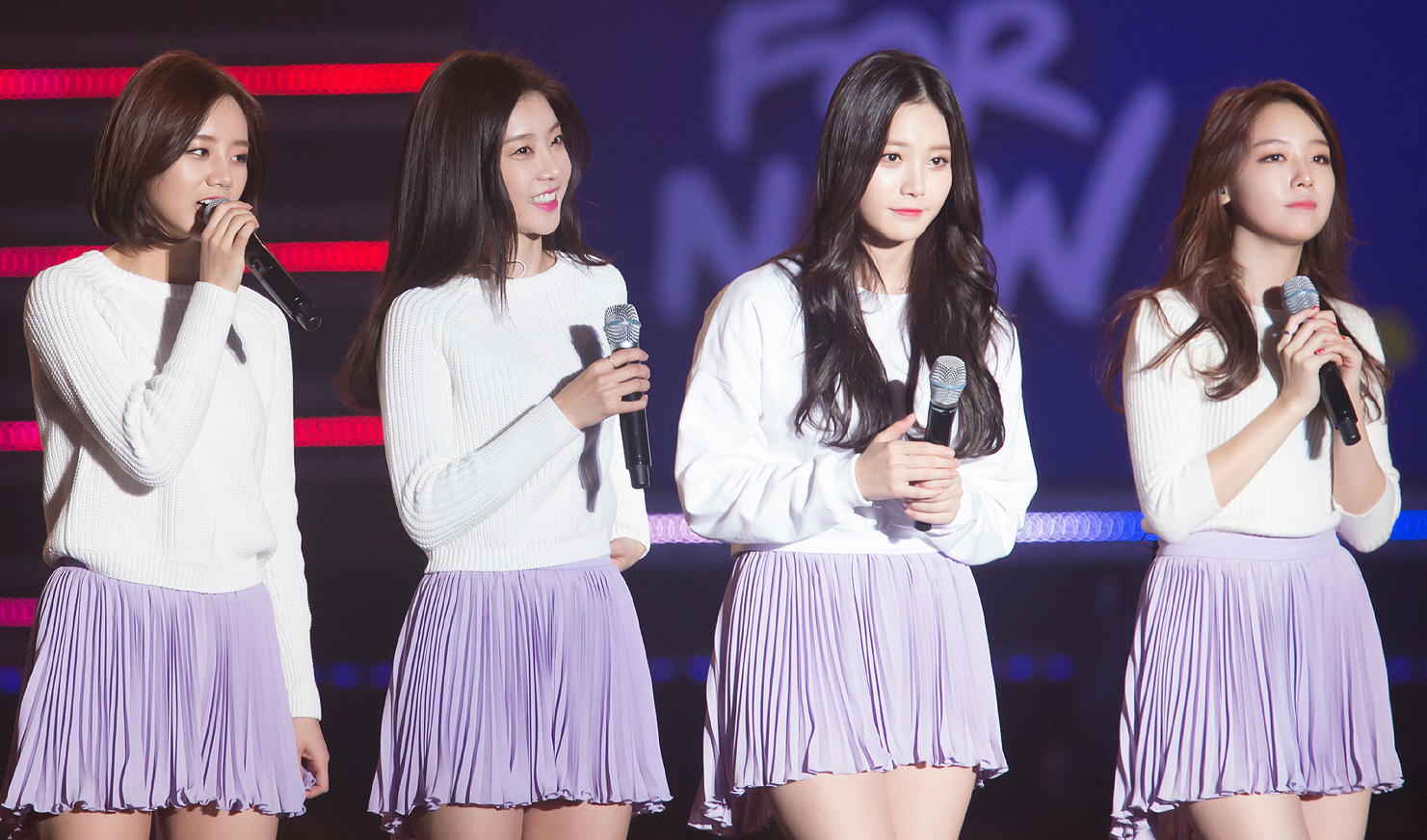
Girl’s Day в ноябре 2014 года

3 января 2014 года был выпущен третий мини-альбом Everyday 3. Видеоклип на сингл «Something (썸씽)» набрал более миллиона просмотра менее чем за сутки. Песня попала на вторую строчку Korea K-Pop Hot 100 и Gaon Digital Chart. В месячном чарте композиция заняла первое место, и в общем зачёте продержалась в топ-10 восемь недель. Во время промоушена Girl’s Day одержали пять побед на различных музыкальных программах. На премии Mnet Asian Music Awards они победили в номинации «Лучшее танцевальное выступление женской группы». В июле был выпущен пятый мини-альбом Everyday 4. В октябре состоялся релиз мини-альбома I Miss You.
В мае 2015 года Girl’s Day выпустили песню «Hello Bubble» для рекламы бренда по уходу за волосами Mise-en-scène. В июне они отправились в Окинаву для съёмок передачи «Один прекрасный день» (англ. One Fine Day). Второй полноформатный альбом Love был выпущен в июле. 7 июля группа посетила корейское интернет-шоу ChoiKoon TV, где впервые столкнулась с разногласиями из-за расценивания их поведения публикой неуважительным; на следующий день они провели трансляцию, где принесли извинения. 30 сентября состоялся японский дебют с Girl's Day 2015 Autumn Party. 1 ноября они провели шоукейс в Тайбэе, на который пришло 2 тысячи человек. В конце года они заняли 13 место по версии корейского Forbes в рейтинге влиятельности.
В 2016 году в том же списке они заняли 26 место, а Хери попала на 3 строчку.

### 2017 — 2019:Everyday #5и перерыв
2 марта 2017 года компания объявила о камбэке группы после почти годичного перерыва. 27 марта был выпущен новый мини-альбом Everyday #5.
В день их возвращения официальный клип на" i'll Be Yours", заглавный трек, был выпущен одновременно на официальном канале Girl's Day YouTube и канале 1theK; музыкальное видео на канале 1theK превысило 2 миллиона просмотров менее чем за 24 часа. Их новый мини-альбомом, Everyday #5, дебютировал на № 7 в чарте Billboard World Albums на этой неделе. Внутри страны заглавный трек занял 2-е место в чарте Genie и 11-е место в чарте Melon.

11 января 2019 года было сообщено, что все участницы не будут продлевать контракт с Dream T Entertainment, и что они пойдут разными путями. Группа не расформирована.

## Участницы

### Действующий состав

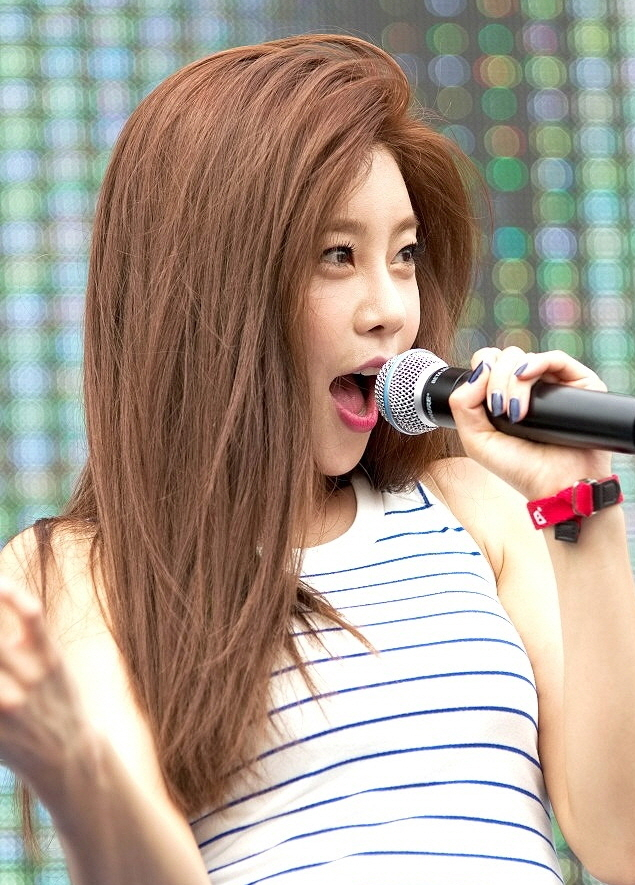
Соджин
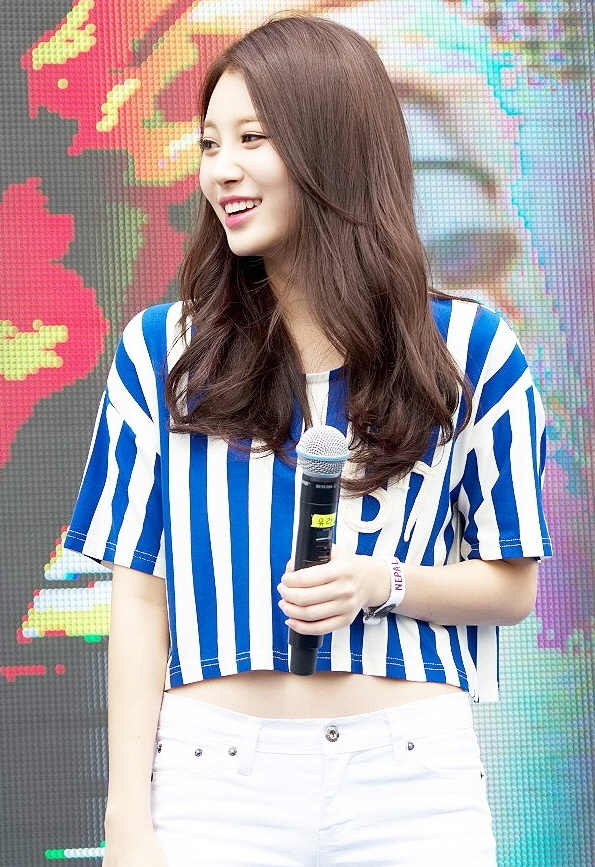
Юра
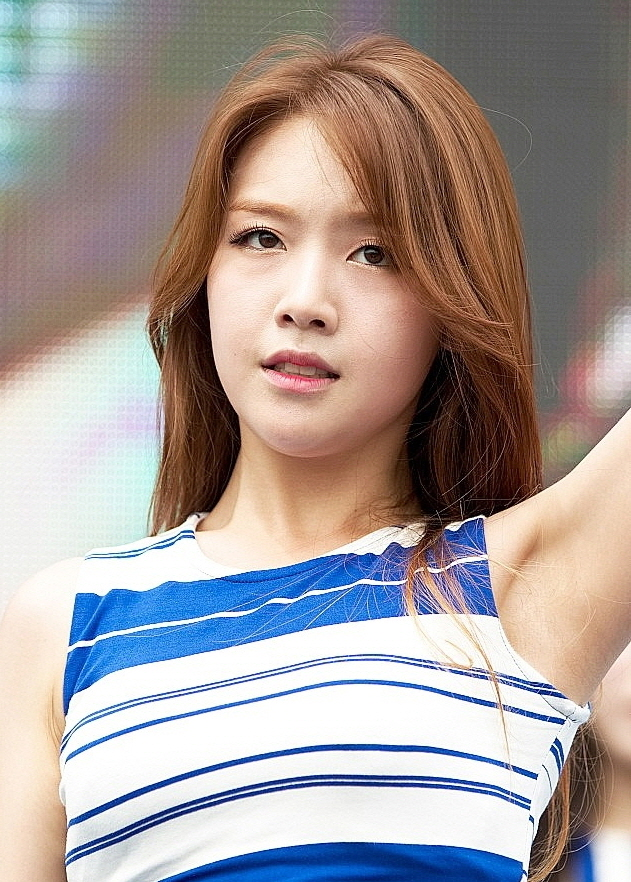
Мина
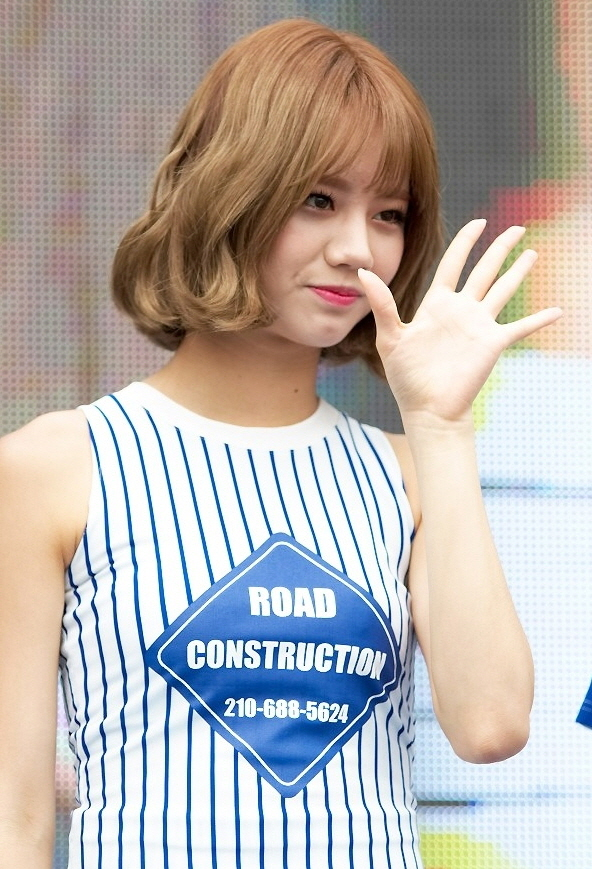
Хёри

| Сценический псевдоним | Сценический псевдоним | Настоящее имя | Настоящее имя | Дата рождения | Позиция в группе                  |
| Основной              | Другой                | На русском    | Хангыль       | Дата рождения | Позиция в группе                  |
| --------------------- | --------------------- | ------------- | ------------- | ------------- | --------------------------------- |
| Соджин                | Sojin                 | Пак Со Джин   | 박소진        | 21.05.1986    | Лидер, ведущая вокалистка         |
| Юра                   | Yura                  | Ким Аён       | 김아영        | 06.11.1992    | Ведущий танцор, рэпер             |
| Мина                  | Minah                 | Бан Мина      | 방민아        | 13.05.1993    | Главная вокалистка                |
| Хери                  | Hyeri                 | Ли Хери       | 이혜리        | 09.06.1994    | Ведущий танцор, вокалистка, макнэ |

### Бывшие участницы
| Сценический псевдоним | Сценический псевдоним | Настоящее имя | Настоящее имя | Дата рождения | Позиция в группе |
| Основной              | Другой                | На русском    | Хангыль       | Дата рождения | Позиция в группе |
| --------------------- | --------------------- | ------------- | ------------- | ------------- | ---------------- |
| Джихэ                 | Jihae                 | У Джихэ       | 우지해        | 14.05.1989    | –                |
| Джисон                | Jisun                 | Хван Джисон   | 황지선        | 17.10.1989    | –                |
| Джиин                 | Jiin                  | Ли Джиин      | 이지인        | 13.03.1992    | –                |

## Дискография
| Корейские альбомы - Expectation (2013) - Love (2015) Мини-альбомы - Girl’s Day Party #1 (2010) - Everyday (2011) - Everyday II (2012) - Girl’s Day Everyday #3 (2014) - Girl’s Day Everyday #4 (2014) - I Miss You (2014) - Girl’s Day Everyday (2017) Японские альбомы - Girl’s Day 2015 Autumn Party (2015) |

## Фильмография
- Kira Kira Slim (Mnet Japan, 2011)
- Human Documentary (MBC, 2014)
- Picnic Live (MBC Music, 2014)
- One Fine Day (2015)

## Концерты

### Южная Корея
- 2014: Summer Party

### Япония
- 2012: Girl's Day Party in Zepp
- 2014: Winter Party
- 2015: Autumn Party

## Награды и номинации

### Музыкальные премии

#### Korean Culture Entertainment Awards
| Год  | Категория                                            | Работа     | Результат |
| ---- | ---------------------------------------------------- | ---------- | --------- |
| 2010 | Популярный подростковый исполнитель нового поколения | Girl's Day | Победа    |
| 2012 | Idol Music Excellence Award                          | Girl's Day | Победа    |
| 2013 | Idol Excellence Award                                | Girl's Day | Победа    |

#### Seoul Success Awards
| Год  | Категория      | Работа     | Результат |
| ---- | -------------- | ---------- | --------- |
| 2010 | Cultural Award | Girl's Day | Победа    |

#### Gaon Chart K-Pop Awards
| Год  | Категория                             | Работа        | Результат |
| ---- | ------------------------------------- | ------------- | --------- |
| 2012 | Открытие года                         | Girl's Day    | Победа    |
| 2014 | 15 недель в топ-50                    | «Expectation» | Победа    |
| 2015 | Песня Года (Январь)                   | «Something»   | Победа    |
| 2016 | Награда за международную популярность | Girl's Day    | Номинация |

#### Republic of Korea Entertainment Arts Awards
| Год  | Категория              | Работа     | Результат |
| ---- | ---------------------- | ---------- | --------- |
| 2011 | Лучший женский новичок | Girl's Day | Победа    |

#### Mnet Asian Music Awards
| Год  | Категория                                      | Работа         | Результат |
| ---- | ---------------------------------------------- | -------------- | --------- |
| 2013 | Песня Года                                     | «Expectation»  | Номинация |
| 2013 | Лучшее танцевальное выступление женской группы | «Expectation»  | Номинация |
| 2014 | Лучшая женская группа                          | Girl's Day     | Номинация |
| 2014 | Лучшее танцевальное выступление женской группы | «Something»    | Победа    |
| 2014 | Артист Года                                    | Girl's Day     | Номинация |
| 2014 | Песня Года                                     | «Something»    | Номинация |
| 2015 | Лучшее танцевальное выступление женской группы | «Ring My Bell» | Номинация |
| 2015 | Песня Года                                     | «Ring My Bell» | Номинация |

#### World Music Awards
| Год  | Категория             | Работа      | Результат |
| ---- | --------------------- | ----------- | --------- |
| 2014 | Лучшая Песня          | «Something» | Номинация |
| 2014 | Лучшее Видео          | «Something» | Номинация |
| 2014 | Лучшая Группа         | Girl's Day  | Номинация |
| 2014 | World's Best Live Act | Girl's Day  | Номинация |

#### MelOn Music Awards
| Год  | Категория    | Работа      | Результат |
| ---- | ------------ | ----------- | --------- |
| 2014 | Топ-10       | Girl's Day  | Победа    |
| 2014 | Лучшее Видео | «Something» | Номинация |
| 2014 | Песня Года   | «Something» | Номинация |
| 2014 | Артист Года  | Girl's Day  | Номинация |

#### Golden Disk Awards
| Год  | Категория       | Работа      | Результат |
| ---- | --------------- | ----------- | --------- |
| 2015 | Цифровой Бонсан | «Something» | Победа    |

#### SBS Awards Festival
| Год  | Категория                                   | Работа     | Результат |
| ---- | ------------------------------------------- | ---------- | --------- |
| 2014 | Артист Топ-10                               | Girl's Day | Победа    |
| 2015 | Награда китайских нетизенов за популярность | Girl's Day | Номинация |

#### Seoul Music Awards
| Год  | Категория               | Работа         | Результат |
| ---- | ----------------------- | -------------- | --------- |
| 2015 | Награда Бонсан          | «Something»    | Победа    |
| 2015 | Награда за популярность | Girl's Day     | Номинация |
| 2015 | Hallyu Special Award    | Girl's Day     | Номинация |
| 2016 | Награда Бонсан          | «Ring My Bell» | Номинация |
| 2016 | Награда за популярность | Girl's Day     | Номинация |

#### Другие награды
| Год  | Премия                               | Номинация                                        | Результат |
| ---- | ------------------------------------ | ------------------------------------------------ | --------- |
| 2014 | MTV The Show                         | Best Icon                                        | Победа    |
| 2014 | Gaon Weibo Chart                     | Gaon Weibo Social Star Award                     | Победа    |
| 2014 | Style Icon Awards                    | Top 10 Style Icons                               | Номинация |
| 2014 | Asian Model Festival Awards          | Popularity Award                                 | Победа    |
| 2014 | Cable TV Star Awards                 | Cable TV Star                                    | Победа    |
| 2015 | Korean PD Awards                     | Performer Award                                  | Победа    |
| 2015 | Korean Popular Culture & Arts Awards | Minister of Culture,Sports and Pop Culture Award | Победа    |
| 2015 | Culture Technology Awards Ceremony   | Artist Award                                     | Победа    |
| 2015 | Ceci Star Awards                     | Лучшая женская к-поп группа                      | Номинация |
| 2016 | Korea Wave Awards                    | Pop Culture Award                                | Победа    |
| 2017 | 2017 Global V Live Top 10            | V Live Star                                      | Победа    |

### Музыкальные шоу

#### Inkigayo
| Год  | Дата      | Песня              |
| ---- | --------- | ------------------ |
| 2013 | 7 июля    | «Female President» |
| 2014 | 12 января | «Something»        |
| 2014 | 2 февраля | «Something»        |
| 2014 | 27 июля   | «Darling»          |

#### Show Champion
| Год  | Дата     | Песня       |
| ---- | -------- | ----------- |
| 2014 | 8 января | «Something» |
| 2014 | 30 июля  | «Darling»   |

#### Music Core
| Год  | Дата      | Песня       |
| ---- | --------- | ----------- |
| 2014 | 11 января | «Something» |
| 2014 | 26 июля   | «Darling»   |

#### M! Countdown
| Год  | Дата       | Песня       |
| ---- | ---------- | ----------- |
| 2014 | 6 февраля  | «Something» |
| 2014 | 13 февраля | «Something» |